# 阿特沃特 (明尼蘇達州)
阿特沃特（英語：Atwater）是一個位於美國明尼蘇達州坎迪約希縣的城市。

## 歷史
阿特沃特於1876年成立，1876年2月17日升格為城市，1870年設立營運至今的郵局，此地得名自鐵路公司老闆E·D·阿特沃特（E. D. Atwater）。

## 人口
根據2020年美國人口普查的數據，阿特沃特的面積為2.80平方千米，當中陸地面積為2.67平方千米，而水域面積為0.13平方千米。當地共有人口1124人，而人口密度為每平方千米401人。